# Achrysocharoides intricatus
Achrysocharoides intricatus är en stekelart som beskrevs av Yoshimoto 1977. Achrysocharoides intricatus ingår i släktet Achrysocharoides och familjen finglanssteklar. Inga underarter finns listade i Catalogue of Life.